# Babbitt (1934)
Babbitt ist eine US-amerikanische Filmkomödie aus dem Jahr 1934 von William Keighley mit Aline MacMahon und Guy Kibbee in den Hauptrollen. Der Film wurde von First National produziert und basiert auf dem gleichnamigen Roman von Sinclair Lewis. Er ist nach einer Stummfilmversion aus dem Jahr 1924 von Harry Beaumont die zweite Verfilmung des Romans.

## Handlung
Der Immobilienmakler George Babbitt lebt mit seiner Frau Myra und seinen beiden Kindern Verona und Ted in der schnell wachsenden Stadt Zenith im Mittleren Westen. Babbitt ist beliebt und erfolgreich und wurde gerade zum neuen Großmeister seiner Loge, den Zebras, gewählt. Allerdings ist nicht alles so angenehm, wie es auf den ersten Blick scheint. Babbitt macht sich Sorgen um seinen unglücklichen Freund Paul Reisling, dessen ständig nörgelnde Frau Zilla ihm das Leben schwer macht. Er ist auch in einen Grundstückshandel verwickelt, vor dem Myra und Ted ihn gewarnt haben und der nicht ehrlich erscheint.
Als Paul von Zillas Nörgelei genug hat und auf sie schießt, ist Babbitt der Einzige, der ihm zur Seite steht. Myra stellt sich auf Zillas Seite, und als Zilla das Krankenhaus verlässt, um sich zu erholen, begleitet Myra sie. Babbitt bleibt allein und verbringt Zeit mit Tanis Judique, einer jungen Witwe, die von seiner Firma eine Wohnung gemietet hat. Tanis entlockt ihm die Einzelheiten von seinem krummen Grundstücksgeschäft und nutzt die Informationen, um Commissioner Gurney und den Bankier Luke Ethorne zu erpressen. Als sie keinen Erfolg hat, fordert sie von Babbitt Schweigegeld. Das gesamte Geld von Babbitt läuft jedoch auf den Namen seiner Frau, und als er nicht zahlt, erzählt Tanis den Zeitungen ihre Geschichte. Empört fordern die Zebras Babbitt zum Rücktritt auf. Schließlich gesteht er Myra seine Probleme, ohne Tanis' Namen zu erwähnen, und sie findet einen Weg, ihn wie einen Helden statt wie einen Bösewicht aussehen zu lassen. Nachdem seine Probleme überwunden sind, erlaubt Babbitt Ted, Elektrotechnik statt Betriebswirtschaft zu studieren. Die Zebras bitten Babbitt, als ihr Großmeister zurückzukommen.

## Hintergrund
Gedreht wurde der Film vom 20. August bis zum 15. September 1934 in den Warner-Studios in Burbank.
John Hughes oblag die künstlerische Leitung. Orry-Kelly war für das Kostümbild zuständig. Marlin Skiles sorgte für die Orchestrierung der Filmmusik, Leo F. Forbstein dirigierte das Orchester.

## Veröffentlichung
Die Premiere des Films fand am 8. Dezember 1934 statt. In der Bundesrepublik Deutschland wurde er am 9. Januar 1965 im deutschen Fernsehen ausgestrahlt.

## Kritiken
Der Filmkritiken-Aggregator Rotten Tomatoes hat in einer Auswertung ein Publikumsergebnis von 33 Prozent positiver Bewertungen ermittelt.
Andre Sennwald schrieb in der The New York Times, die Leinwand sei ein zu dünnflüssiges Medium für eine derart ruhige Offenbarung wie in der Romanvorlage. Daher sei es keine große Überraschung, dass es sich bei der neuen Verfilmung des Romans um eine freie Adaption handelt. Auch wenn dem verfilmten „Babbitt“ die schonungslose Ironie der gedruckten Seite fehlt, handelt es sich dennoch um einen gekonnt inszenierten Film, der den unsterblichen George mit menschlichem und mitfühlendem Blick betrachtet. Als Komödie kommerzieller Art und Weise gelinge es ihr, eine unterhaltsame Unterhaltung zu bieten. Die Hauptfigur werde von dem hervorragenden Guy Kibbee mit seinem gewohnten Humor und seiner Wahrhaftigkeit dargeboten.
Meyer Levin bemängelte im Magazin Esquire hingegen, dass der Film nach einem gelungenen Start zu einem gewöhnlichen Familienfilm aus einer Kleinstadt verkomme.
Der Kritiker des TV Guide sah eine schleppende Adaption des klassischen Romans mit einer herausragenden Leistung von Guy Kibbee in der Titelrolle.
Das Lexikon des internationalen Films schrieb: „Der gesellschaftskritische Roman von Sinclair Lewis als naive Hollywood-Humoreske über einen liebenswürdig-vertrottelten Kleinstadtbürger. Fast ein Loblied auf die Kleinstadtidylle und insoweit, als mittelmäßiges Lustspiel, für Zuschauer, die die literarische Vorlage nicht kennen, anspruchslos vergnüglich.“